# Лавиринт (ТВ серија)
Лавиринт је југословенска телевизијска серија снимљена 2002. године.

## Улоге
| Глумац               | Улога                                   |
| -------------------- | --------------------------------------- |
| Драган Николић       | Петар Аксентијевић поп 4 еп. 2002       |
| Маја Сабљић          | Сузана Лојтес 4 еп. 2002                |
| Бранислав Лечић      | Милан Аксентијевић 4 еп. 2002           |
| Катарина Радивојевић | Тамара Лојтес 4 еп. 2002                |
| Светозар Цветковић   | Томас 4 еп. 2002                        |
| Јосиф Татић          | Лаки 4 еп. 2002                         |
| Иван Зарић           | Зоран Радосављевић 3 еп. 2002           |
| Ана Стефановић       | Млада Сузана Лојтеш 3 еп. 2002          |
| Дејан Луткић         | Млади Петар Аксентијевић поп 3 еп. 2002 |
| Оља Пешић            | Секретарица 3 еп. 2002                  |

 Остале улоге ▼
| Глумац              | Улога                         |
| ------------------- | ----------------------------- |
| Зона Савић          | Лакијева ћерка 3 еп. 2002     |
| Љубомир Тодоровић   | Доктор 2 еп. 2002             |
| Соња Вукићевић      | Медијум 2 еп. 2002            |
| Милош Тимотијевић   | Тамарин друг 1 еп. 2002       |
| Гордан Кичић        | Млади Лаки 1 еп. 2002         |
| Владимир Логунов    | Учитељ балета 1 еп. 2002      |
| Власта Велисављевић | Милутин 1 еп. 2002            |
| Горан Султановић    | Контролор у казину 1 еп. 2002 |
| Дејан Петошевић     | Коцкар 1 еп. 2002             |
| Ђорђе Бранковић     | Ћелавац 1 1 еп. 2002          |
| Ненад Окановић      | Ћелавац 2 1 еп. 2002          |
| Небојша Бакочевић   | Човек у кафићу 1 еп. 2002     |
| Гордана Марић       | Лакијева муштерија 1 еп. 2002 |
| Оливера Викторовић  | Конобарица 1 еп. 2002         |

Комплетна ТВ екипа ▼
| Редитељ       | Мирослав Лекић   | (4 еп. 2002)          |
| Сценариста    | Игор Бојовић     | (4 еп. 2002)          |
| Сценариста    | Мирослав Лекић   | (4 еп. 2002)          |
| Одсек за звук | Зоран Продановић | микроман (4 еп. 2002) |